# Oh My God (canção de Adele)
"Oh My God" é uma canção da artista musical inglesa Adele, gravada para seu quarto álbum de estúdio, 30 (2021). Foi escrita por Adele e seu produtor Greg Kurstin. A canção foi enviada para rádios hot AC dos Estados Unidos como segundo single do álbum em 29 de novembro de 2021, através da Columbia Records. "Oh My God" alcançou o top 5 na Irlanda, Lituânia, Nova Zelândia, Suécia, Reino Unido e Estados Unidos e alcançou o top 10 na Austrália, Canadá, Grécia, Holanda, Noruega, África do Sul e Suíça.

## Vídeo musical
Um vídeo musical para a canção estreou no YouTube em 12 de janeiro de 2022. Foi dirigido por Sam Brown, que também dirigiu o videoclipe do single de Adele de 2010 "Rolling in the Deep". Em 6 de janeiro, Adele liberou um teaser de 15 segundos do videoclipe em suas contas de mídia social. O vídeo, gravado em preto e branco, apresenta várias versões de Adele interpretando a música em uma sala cheia de cadeiras de madeira acompanhada por vários dançarinos.

## Desempenho comercial

### Tabelas semanais
| Tabela musical (2021–2022)                         | Melhor posição |
| -------------------------------------------------- | -------------- |
| África do Sul (RISA)                               | 9              |
| Alemanha (Offizielle Deutsche Charts)              | 24             |
| Austrália (ARIA)                                   | 6              |
| Áustria (Ö3 Austria Top 75)                        | 17             |
| Bélgica (Ultratop 50 de Flandres)                  | 47             |
| Canadá (Canadian Hot 100)                          | 8              |
| Canadá (Billboard CHR/Top 40)                      | 29             |
| Canadá (Billboard Hot AC)                          | 33             |
| República Checa (Singles Digitál Top 100)          | 28             |
| Dinamarca (Hitlisten)                              | 11             |
| Eslováquia (Singles Digitál Top 100)               | 26             |
| Espanha (PROMUSICAE)                               | 38             |
| Estados Unidos (Billboard Hot 100)                 | 5              |
| Estados Unidos (Billboard Adult Alternative Songs) | 14             |
| Estados Unidos (Billboard Adult Contemporary)      | 15             |
| Estados Unidos (Billboard Adult Top 40)            | 11             |
| Estados Unidos (Billboard Mainstream Top 40)       | 16             |
| Finlândia (Suomen virallinen lista)                | 6              |
| França (SNEP)                                      | 48             |
| Mundo (Billboard Global 200)                       | 3              |
| Grécia (IFPI)                                      | 7              |
| Hungria (Stream Top 40)                            | 20             |
| Irlanda (IRMA)                                     | 3              |
| Itália (FIMI)                                      | 62             |
| Lituânia (AGATA)                                   | 3              |
| Noruega (VG-lista)                                 | 6              |
| Nova Zelândia (Recorded Music NZ)                  | 4              |
| Países Baixos (Single Top 100)                     | 6              |
| Polónia (Polish Airplay Top 100)                   | 31             |
| Portugal (AFP)                                     | 10             |
| Reino Unido (UK Singles Chart)                     | 2              |
| Suécia (Sverigetopplistan)                         | 2              |
| Suíça (Schweizer Hitparade)                        | 7              |